# Yo (kana)

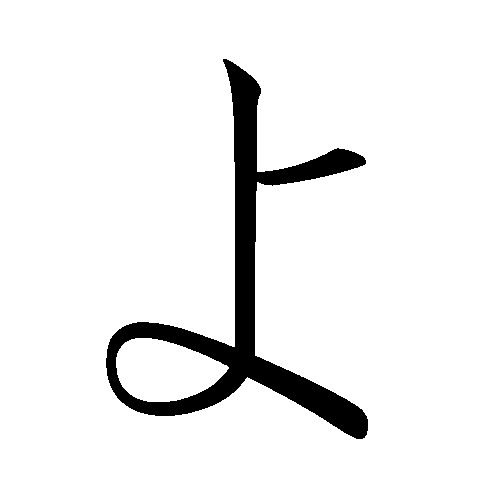
Yo w hiraganie

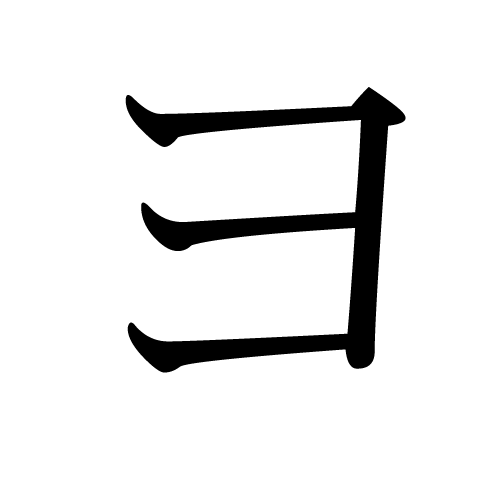
Yo w katakanie

Yo – trzydziesty ósmy (dawniej czterdziesty) znak japońskich sylabariuszy hiragana (よ) i katakana (ヨ). Reprezentuje on sylabę yo (czytaną jo). Pochodzi bezpośrednio od znaków kanji 与 (wersja w hiraganie) i 與 (wersja w katakanie).
W pomniejszonych wersjach (ょ i ョ) znak yo służy do jotacji znaków zakończonych na i, jak również do tworzenia sylab nieistniejących w tradycyjnym języku japońskim np. デョ (dyo). 
Znak yo pisany hiraganą w gramatyce japońskiej pełni funkcję partykuły kończącej zdanie, używanej do zaakcentowania emocji:
1. podkreślenia wobec rozmówcy zamiarów, uczuć lub stwierdzeń mówiącego;
2. wzmocnienia kierowanych przez mówiącego do jego rozmówcy: rozkazu, prośby lub ponaglenia[1].